# Huân chương Mặt trời mọc
Huân chương Mặt trời mọc (旭日章 (Húc nhật chương) Kyokujitsu-shō) là một huân chương của Nhật Bản, được thành lập vào năm 1875 bởi Thiên hoàng Minh Trị. Huân chương này là huân chương quốc gia đầu tiên được trao tặng bởi chính phủ Nhật Bản, được tạo ra ngày 10 tháng 4 năm 1875 bởi theo nghị định của Hội đồng Nhà nước. Huân chương có chứa các tia tượng trưng cho các tia nắng lúc mặt trời mọc. Thiết kế của Huân chương Mặt trời mọc tượng trưng cho năng lượng mạnh mẽ như mặt trời mọc, song song với khái niệm "mặt trời mọc" của Nhật Bản ("Vùng đất Mặt trời mọc").

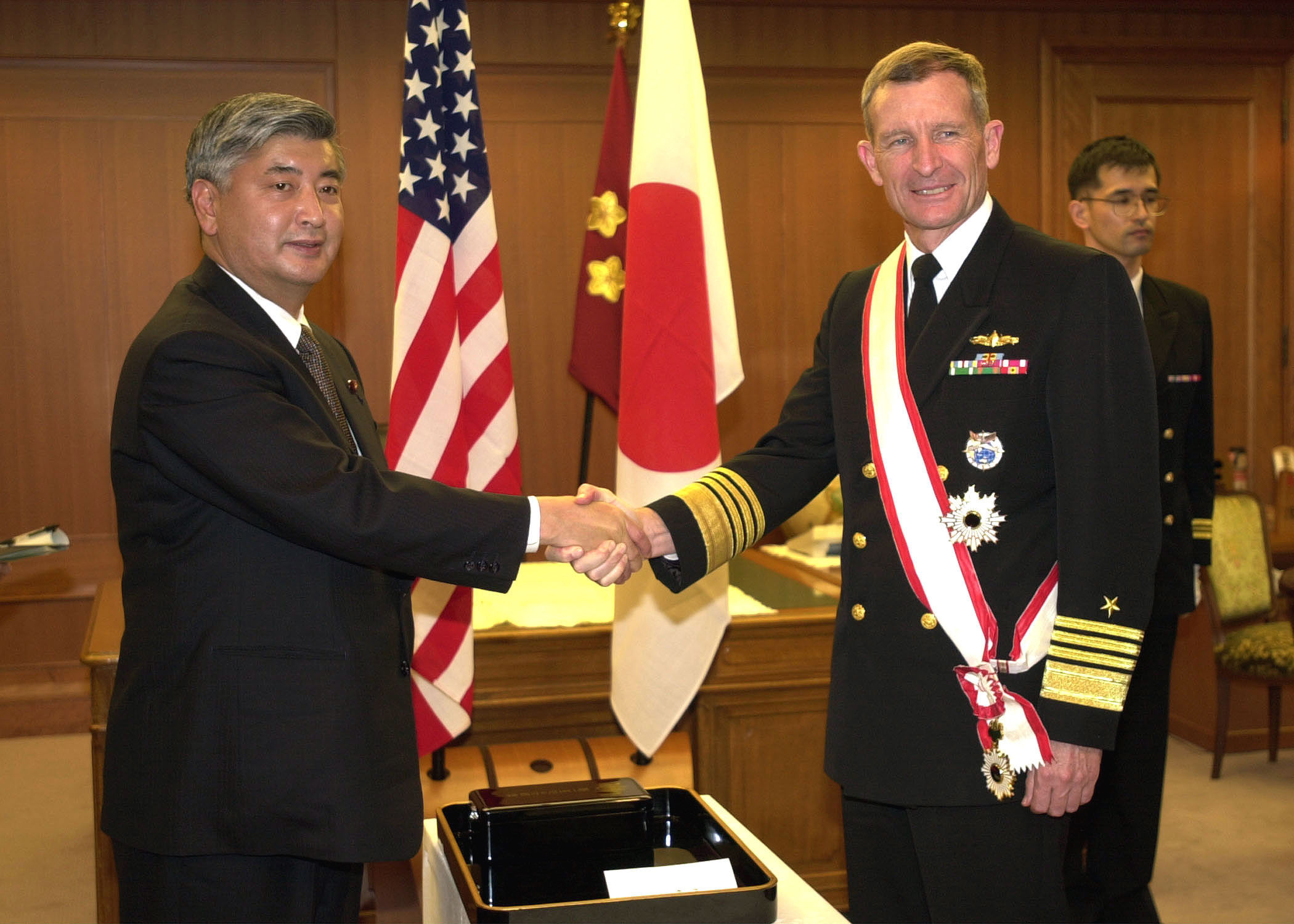
Đô đốc Hải quân Mỹ Dennis C. Blair giới thiệu huân chương và ruy băng của Huân chương Mặt trời mọc. (2002)

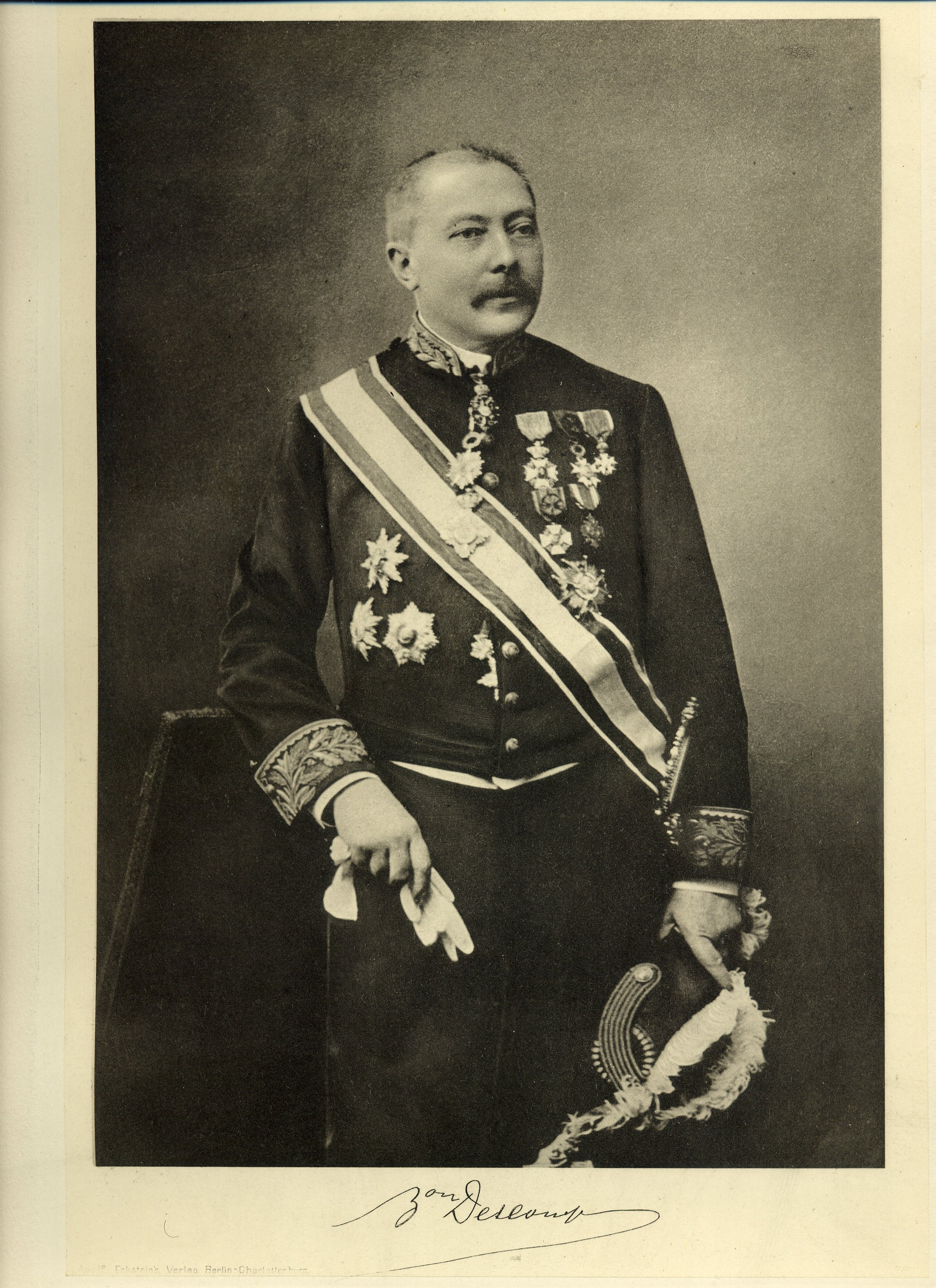
Nam tước Descamps đeo huân chương Đại Thập tự.

Huân chương được trao cho những người có thành tích xuất sắc trong các lĩnh vực sau đây: quan hệ quốc tế, phát triển văn hoá Nhật Bản, những tiến bộ trong lĩnh vực của họ, phát triển phúc lợi xã hội hoặc giữ gìn môi trường. Trước khi kết thúc Chiến tranh thế giới thứ hai, nó cũng được trao cho sự gương mẫu trong phục vụ quân sự. Bắt đầu từ năm 2003, hai hạng thấp nhất (hạng Bảy và hạng Tám) bị bãi bỏ, hạng cao nhất của nó là Đại thập tự với Đồng hoa được tách ra thành một huân chương mới cao hơn là Huân chương Đồng hoa, với một hạng đơn nhất là Đại Thập tự.
Trong khi là huân chương cao thứ ba được trao tặng bởi chính phủ Nhật Bản thì Huân chương Mặt trời mọc lại là huân chương cao cấp nhất thường được trao tặng. Huân chương cao nhất của Nhật Bản, Huân chương Hoa cúc (Order of the Chrysanthemum), được dành cho nguyên thủ quốc gia hoặc người đứng đầu hoàng gia, trong khi huân chương cao thứ hai, Huân chương Đồng hoa chủ yếu là dành cho các chính trị gia.
Phiên bản hiện đại của niềm vinh dự này được trao cho người nhận không phải người Nhật bắt đầu từ năm 1981 (mặc dù một số người nước ngoài đã được ban cho vinh dự từ trước Thế chiến II); và phụ nữ được trao tặng tước hiệu này bắt đầu từ năm 2003 (trước đó, phụ nữ được trao tặng Huân chương Bảo quan). Việc trao tặng tước hiệu được quản lý bởi Cục Vinh danh của Văn phòng Thủ tướng. Nó được trao tặng theo tên của Hoàng đế và có thể được truy tặng.
Huân chương này có thể được trao cho người mang hoặc không mang quốc tịch Nhật Bản.

## Các thứ hạng
Huân chương này được trao với chín hạng (hạng Đại thập tự với Đồng hoa, hạng 1 đến hạng 8) cho tới năm 2003, khi hạng Đại Thập tự với Huân chương Đồng hoa được được tách ra thành Huân chương Đồng hoa, và hai hạng thấp nhất là hạng 7 và 8 bị bãi bỏ. Kể từ đó, nó đã được trao tặng với sáu hạng. Thông thường, một giấy chứng nhận được chuẩn bị để đi cùng với huân chương, và trong một số trường hợp hiếm, chữ ký cá nhân của Thiên hoàng sẽ được thêm vào. Như một minh hoạ của từ ngữ trong văn bản, một bản dịch của một giấy chứng nhận năm 1929 đại diện cho biết:
Bởi ân điển của Thiên giới, Thiên hoàng, ngự trên ngai vàng được nắm giữ từ cùng một triều đại từ thời xa xưa,
Chúng ta trao Huân chương Hoàng gia Minh Trị hạng Hai cho Henry Waters Taft, một công dân Hoa Kỳ và một giám đốc của Hiệp hội Nhật Bản tại New York, và uỷ thác ông với phù hiệu của cùng một hạng của Huân chương Tia sáng đôi của Mặt trời mọc, trong biểu hiện của ý muốn tốt đẹp mà chúng ta đặt hy vọng từ ông.
Để làm bằng chứng, chúng ta đính theo đây quyền hạn của chúng ta và sử dụng Đại Quốc Ấn để được đóng dấu tại Hoàng cung, Tokyo, ngày mười ba này của tháng thứ năm của năm Chiêu Hoà thứ tư, tương ứng với năm thứ 2.589 từ sự đăng cơ của Thần Vũ Thiên Hoàng."

## Phù hiệu
Ngôi sao cho Đại Thập tự và Hạng Nhì là một ngôi sao bạc tám đỉnh, mỗi đỉnh có ba tia màu bạc thay thế; huy hiệu trung tâm là đại diện cho phù hiệu. Nó được đeo trên ngực trái cho Đại Thập tự, đeo trên ngực phải cho hạng Nhì.
Phù hiệu cho Đại Thập tự cho tới Hạng Sáu là một huy hiệu tám đỉnh mang một đĩa dạng mặt trời tráng men màu đỏ đặt ở trung tâm, với các đỉnh mạ vàng (hạng Một tới Tư), với bốn đỉnh mạ vàng và bốn đỉnh mạ bạc (hạng Năm), hoặc với các đỉnh mạ bạc (hạng Sáu); mỗi đỉnh gồm ba tia màu trắng được tráng men. Nó được treo ba lá Đồng hoa tráng men (không phải lá của hoa cúc như thông tin của Cục Vinh danh) trên một dải ruy băng màu trắng với sọc viền màu đỏ, đeo như một khăn choàng vào vai phải cho tước Đại Thập tự, như một dây chuyền cho hạng Hai và Ba và đính trên ngực trái cho hạng Tư đến Sáu (với một nơ (rosette) cho hạng Bốn).
Phù hiệu cho Hạng Bảy và Tám bao gồm một huy chương bằng bạc trong hình dạng của ba lá Đồng hoa, tráng men cho hạng Bảy và nhẵn cho hạng Tám. Cả hai được treo trên một ruy băng, một lần nữa với màu trắng với sọc viền màu đỏ, và đeo trên ngực trái. Cả hai hạng đã được bãi bỏ vào năm 2003 và thay thế bằng Huân chương Đồng hoa, một tước hiệu đơn hạng hiện tại có thứ tự cao hơn Huân chương Mặt trời mọc.

## Những người nhận đáng chú ý
Đây là một danh sách chưa hoàn tất, và có thể sẽ không bao giờ thỏa mãn yêu cầu hoàn tất. Bạn có thể đóng góp bằng cách mở rộng nó bằng các thông tin đáng tin cậy.

### Hạng Nhất, Đại Thập tự
| - Vũ Khoan, 2007 - Phan Văn Khải, 2006 - Phạm Gia Khiêm, 2012 - Nguyễn Thị Kim Ngân, 2023 - Edmund Allenby, 1921 - Thamir Ghadhban, 2016 - James F. Amos, 2014 - Michael Armacost, 2007 - Richard Armitage, 2015 - Pridi Banomyong (1900–1983) - Arthur Barrett, 1921 - Edmund Barton (1849 - 1920), 1905 - Carol Bellamy, 2006 - Felix von Bendemann, 1906 - Abdelmalek Benhabyles, 2012. - Charles Reed Bishop (1822–1915) - Sepp Blatter, 2009 - Gustave Emile Boissonade (1825–1910), 1909 - Laurens Jan Brinkhorst, 2009 - Arleigh Burke (1901–1996) - Erwin Bälz (1849–1913), 1905 - George W. Casey, Jr. 2010 - Krasae Chanawongse, 2004 - Kemal Derviş, 2009 - Malcolm Fraser, 2006 - Jerome Isaac Friedman, 2016 - Sir Stephen Gomersall KCMG, 2015 - Hermann Goring (1893-1946) - António Guterres, 2002 - Sri Sultan Hamengkubuwono IX (1912–1988) - John Hamre, 2016 - Hara Kenzaburō (1907–2004) - Dennis Hastert, 2010 - Honda Sōichirō, 1991 - John Howard, 2013 - Ibuka Masaru (1908–1997) - Daniel Inouye, 2000 - Henry Jackson (1855–1929) - S. Jayakumar, 2012 - Anerood Jugnauth, 1988 - Henk Kamp, 2014 - Bert Koenders, 2014 - Komura Jutarō (1855–1911) | - Venkataraman Krishnamurthy, 2009 - Curtis LeMay (1906–1990) 1964 - Wangari Maathai, 2009 - Douglas MacArthur (1880-1964) - Sir John Major, 2012 - John McEwen, 1973 - Franz-Michael Skjold Mellbin, 2011 - Robert Menzies (1894–1978), 1973 - Hendrik Pieter Nicolaas Muller (1859–1941) - A. M. Nair, alias "Nair-San" - Peter Pace, 2007 - Ali Osman Pasha - William Perry, 2002 - Herbert Plumer (1857–1932) - Józef Piłsudski, 1928 - Plaek Phibunsongkhram, 1942 - Joaquin Rafael Dabdoub, 2006 - Edward A. Rice, Jr. - Donald Rumsfeld, 2015 - Klaus Schwab, 2013 - Abid Sharifov, 2016 - Toyoda Shōichirō, 2002 - Chea Sim, 2013 - Tiến sĩ Manmohan Singh, 2014 - Edward Śmigły-Rydz, (1886 - 1941) - Takeshita Isamu (1869–1949), 1920 - Sir John Kotelawala (ngày 4 tháng 4 năm 1895 – ngày 2 tháng 10 năm 1980), 1954 - Strobe Talbott, 2016 - Her Majesty Queen Te Atairangikaahu of New Zealand (1931–2006), 1970 - John Anthony Cecil Tilley (1869-1952) - Tokugawa Yoshinobu (1837–1913), 1908 - Goh Chok Tong, 2011 - Gough Whitlam, 2006 - Sir John Whitehead GCMG CVO, (1932–2013), 2006 - Cesar Virata, 2016 - Võ Hồng Phúc, 2012 - Kubo Wataru, 2001 - Lý Quang Diệu (1923-2015), 1967 - Karu Jayasuriya (1940-), 2016 |

### Hạng Nhì, Sao Vàng và Bạc
| - N. K. Singh (2016) - Thamir Ghadhban, 2016 - Mohammad Hossein Adeli, 2014 - Andō Momofuku (1910–2007), 2002 - E Sreedharan (1932–), 2013 - Jagdish Bhagwati, 2006 - Arden L. Bement, Jr., 2009 - Henryka Bochniarz, 2010 - Louis Bols (1867-1930), 1921 - Gustave Emile Boissonade (1825–1910), 1876 - Donald Prentice Booth (1902-1993), 1961 - Georges Hilaire Bousquet (1846–1937), 1898 - Horace Capron (1804–1885), 1884 - William Douglas Crowder, 2008 - Gerald Curtis, 2005 - Sir Joseph Dimsdale (1849-1902), 1902 - Hugh Elles (1880–1945) - Bill Frenzel, 2000 - Thomas Blake Glover (1838–1911), 1908 - William Reginald Hall (1870–1943) - Lionel Halsey (1872–1946) - Kiin Donarudo, 1993 - Michał Kleiber, 2012 - David C. Knapp, (1927–2010) - Tommy Koh, 2009 - George Trumbull Ladd (1842–1921) - Cecil Lambert (1864–1928) - Lý Chính Đạo 2007 - Charles LeGendre (1830–1899), 1874 | - Connie Morella (1931-), 2016 - Noguchi Hideyo (1876–1928), 1928 - George R. Packard 2007 - Jerzy Pomianowski - Johannis de Rijke (1842–1913) - Thottuvelil Krishna Pillai Ayappan Nair 2015 - Vsevolod Rudnev (1855-1913), 1907 - Jacob Schiff (1847–1920), 1907 - William Francis Sempill (1893–1965) - Wendell M. Stanley (1904–1971), 1966 - Michael Ira Sovern 2003 - Henry W. Taft (1859–1945), 1929 - Frederick Charles Tudor Tudor (1863–1946) - Charles Vaughan-Lee (1867–1928) - John Waldron (1909–1975) 1971 - Bryon Wilfert, 2011 - Ernst-Ludwig Winnacker, 2009 - Philip Yeo, 2007 - Richard J. Wood, 2010 - Chintamani Nagesa Ramachandra Rao, 2015 - Rein Raud, 2011 - Jouko Skinnari, 2011 - Trương Vinh Phát, 2012 - Jeffrey Koo, 2012 - id:Sayidiman Suryohadiprojo, 2012 - Lilia B. de Lima, 2006 - Riccardo Muti, 2016 - Hà Hùng Cường, 2022 |

### Hạng Ba, Tia sáng Vàng với Ruy băng cổ
| - James Curtis Hepburn (1815–1911) - George Trumbull Ladd (1842–1921) - John Charles Hoad (1856–1911), 1906 - Kanō Jigorō (1860–1938) - John Milne (1850–1913) - Percival Hall-Thompson (1874—1950) - Miles Wedderburn Lampson (1880–1964) - William Elliot Griffis (1843–1928), 1926 - T. Wayland Vaughan (1870–1952), 1940 - Edmund Blunden (1896-1974), 1963 - Tanaka Ichimatsu (1895–1983), 1967 - Shinichi Suzuki (1898–1998), circa 1970 - Edward Seidensticker, 1975 - Taiichi Ohno, 1982 - Go Seigen, hay Ngô Thanh Nguyên (1914-2014), 1987 - Norman Macrae (1923-2010), 1988 - Earl Miner (1926–2004) - Đại uý John Patrick Brockley, USN, 1990 - Ian Nish, 1991 - Andrzej Wajda, 1995 - Edwin McClellan (1925–2009), 1998 - Pyle, Kenneth B. 1999 - Peter Drysdale, 2001 - Rustum Roy, 2002 - Susumu Honjo, 2003 - John Howes, 2003 - Robert Garfias, 2005 - Judit Hidasi, 2005 - Kirsti Koch Christensen, 2006 - Willy Vande Walle, 2006 - Jacob Raz, 2006 - Stanisław Filipek, 2006 - Carol Gluck, 2006 - Jochem P. Hanse, 2007 - Patrick Lennox Tierney, 2007 - Charles Wolf, Jr, 2007 - Kusuma Karunaratne - David Rowe-Beddoe, Baron Rowe-Beddoe, 2008 - Edward Gage Nelson, 2008 | - Jerzy Nowacki, 2008 - Emiko "Emily" Sano, 2008 - Susan Pharr, 2008 - John Powles, 2008 - Royall Tyler, 2008 - Nguyễn Chí Vịnh, 2021 - Setsuko Matsunaga Nishi, 2009 - James E. Auer, 2009 - Clint Eastwood, 2009 - Edwin Cranston, 2009 - Umberto Pineschi, 2009 - R.J. Zwi Werblowsky, 2009 - David Russell, 2010 - John O'Conor, 2011 - Ben Nighthorse Campbell, 2011 - Albert Diamond Cohen, 2011 - Jack Fujimoto, 2011 - Lý Quốc Hùng, 2011 - Lydia Yu-Jose, 2012 - Peter Shelley, 2012 - Romuald Huszcza, 2012 - Stephen Ira Katz, 2012 - Ivan Bondarenko, 2012 - William Forbes-Sempill, 19th Lord Sempill - George Tanabe, Jr., 2013 - Richard Bowring, 2013 - Matthew H. Molloy, 2013 - Rust Macpherson Deming, 2013 - Kent E. Calder, 2014 - Karlo Kveladze, 2014 - Carlos Rubio López de la Llave, 2014. - Tiến sĩ Nghiêm Vũ Khải, 2014. - Peter O'Malley, 2015 - Ishizaka Keiichi, 2015 - Paul Magnette, 2016 - Yves Leterme, 2016 - Rudy Demotte, 2016 - Rudi Vervoort, 2016 - Imre Pazsit, 2016 |

### Hạng Tư, Tia sáng Vàng với Nơ
| - Charles Von Loewenfeldt, 1987 - Ekuan Kenji, 2000 - Akiyoshi Toshiko, 2004 - Boris Akunin, 2009 - Martha Argerich, 2005 - Henry Pike Bowie, 1909 - James R. Brandon, 1994 - William Penn Brooks, 1888 - Bogna Barbara Dziechciaruk-Maj - William Elliot Griffis, 1843–1928 - Glen Gondo, 2013. - Steven Heine, 2007 - Hirano Asao, 2001 - Horikoshi Jirō (1903-1982), 1973: hạng Ba, 1982: truy tặng hạng Tư - William Imbrie, 1909 - Randall Sidney Jones, 2015 - Rena Kanokogi, 2008 - Kawamoto Kihachirō, 1995 - Kinoshita Keisuke (1912–1998), 1984 - Włodzimierz Kwieciński, 2012 - Tommy Lasorda, 2008 - Alfred Majewicz, 2002 - Leiji Matsumoto, 2010 - Hazel McCallion, 2014 - Frank A. Miller, 1929 - Shiro Floyd Mori, 2012 - Kent Nagano, 2008 | - Noguchi Hideyo (1876–1928), 1915 - Krystyna Okazaki, 2007 - Saitō Takao, 2010 - Frederik L. Schodt, 2009 - Tiến sĩ Manmohan Singh, 2007 - George Shima, 1864–1926 - Shimaoka Tatsuzō (1919–2007), 1999 - Joseph Bower Siddall (1840–1904) 1909 - George Takei, 2004 - Mohammad Hatta (1902–1980) 1943 - Tsuji Masanobu (1902–1961), 1942 - Ueshiba Morihei (1883–1969) 1964 - H. Paul Varley, 1966 - Teruaki Yamagishi, 2008 - Watanabe Sadao, 2005 - Sukarno (1901–1970) 1943 - George Kerr (judoka), 2010 - Charles B. Doleac, Esq., 2011 - Arvydas Ališauskas, 2012 - Rokusaburo Michiba, 2007 - Bobby Charlton, 2012 - The Ventures, 2010 - Dragan Stojković, 2015 - William Scott Wilson, 2015 - Daniel Ost, 2015 - Ferran Adrià, 2015 - Hank Aaron, 2016 - Randy Bass, 2025 |

### Hạng Năm, Tia sáng Vàng và Bạc
| - James Takemori (1926–2015), 2004 - Major Douglas Estment Randall, MC (1891–1926), 1925 - Kowalewski, Jan (1892–1965), 1923 - Kenzo Mori (1914–2007) - Nishiyama Kiyoshi (1893–1983), 1977 - Nagamine Shōshin(1907–1997) - Yoshizawa, Akira (1911–2005), 1983 - Vincenzo Ragusa (1841–1927), 1884 - Rudolf Teusler (1876-1934) - Ronald Stewart Watt, 2010 - Takashi Matsui, 1994 - Low Thian Seng, 2015 - Robert Tadashi Banno, Q.C., 2016 - Cy Hisao Saimoto (1928–2010), 2010 - Mary-Grace Browning, MBE, 2016 | - Pascal Krieger, 2008 - Major Philip Malins MBE MC, 2010 - Frances Hashimoto, 2012 - Yoshiyuki Bill Watanabe, 2012 - Soleiman Mehdizadeh, 2012 - ja:Jun Noguchi, 2011 - Ōtsuka Hironori (1892–1982), 1966 - Isaac Alfred Ailion (1849-1918), 1903 - Dato' Sri Lee Ee Hoe, 2005 - Maki Hiroyuki Miyahara, 2011 - Tanaka Seiichi, 2013 - Suki Terada Ports, 2016 - Istvan Pinczès, 2016 - Nakazato Shūgorō, 2007 |

### Hạng Sáu, Tia sáng Bạc
- Henry Hajimu Fujii (1886–1976), 1971[253]
- Bolesław Orliński, 1926[141]
- Fudeko Reekie, 2013[254]

### Hạng Bảy, Huy hiệu Lá Đồng hoa Xanh
Năm 2003, hạng Bảy và Tám - được đặt tên theo lá cây Đồng hoa, được sử dụng lâu dài như một mon (biểu tượng) cho các thứ hạng cao nhất của xã hội Nhật Bản – đã được chuyển sang một tước hiệu mới và khác biệt, chỉ có một thứ hạng đơn nhất là Huân chương Đồng hoa.
- Iwamoto Tetsuzō  1942
- Leonard Kubiak 1926[255]

### Hạng Tám, Huy hiệu Lá Đồng hoa Trắng
Năm 2003, hạng Bảy và Tám - được đặt tên theo lá cây Đồng hoa, được sử dụng lâu dài như một mon (biểu tượng) cho các thứ hạng cao nhất của xã hội Nhật Bản – đã được chuyển sang một tước hiệu mới và khác biệt, chỉ có một thứ hạng đơn nhất là Huân chương Đồng hoa.

### Không rõ thứ hạng
- Aung, San (1915–1947)[66]
- Burzagli, Ernesto (1873–1944), 1906[256]
- Craig, Albert M. (1988)[257]
- de Bary, William Theodore (1993)[258]
- Eichelberger, Robert Lawrence (1886–1961)[259]
- Ellis, Alfred John (b. 1915), 1989[260]
- Fortescue, Granville Roland (1875–1952)[261]
- Gibney, Frank B. (1976)[262]
- Józef Gieysztor[263]
- Grondijs, Louis (1878–1961)
- Hosoya, Judayu (1840–1907)
- Ibrahim, Sultan của Johor (1873–1959)
- Knott, Cargill G. (1856–1922), 1891[264]
- Wiesław Kotański, 1986[265]
- Kunz, George Frederick (1856–1932)
- Charles, Bá tước Limburg Stirum (1906–1989)
- Henryk Lipszyc, 1992[266]
- Macrae, Norman, 1988[267]
- McKenzie, Lionel W. (1995)
- Morrison, George F. (1867–1943)
- Musa Ghiatuddin Riayat Shah, Sultan của Selangor (1893–1955)
- Ozaki Yukio (1858–1954)[268]
- Paine, Godfrey (1871–1932), 1918[269]
- Patrick, Hugh Talbot 1994[270]
- Raymond, Rossiter W. (1840-1918)
- Takamine Hideo (1854–1910)
- Tokuda, Kip (1946-2013), 2012[271]
- Tsutakawa, George (1910–1997), 1874
- Wasson, J.R. (1855–1913), 1874[272]
- pl:Franciszek Ziejka[273]

- Ivan Ivanovich Zarubin, trung tướng [ru] (1822-1902), 1881[274]
- Abdel Nasser Abdel Fattah. 2022.[cần dẫn nguồn]